# Кестеновац (Војнић)
Кестеновац је насељено место на Кордуну, у саставу општине Војнић, Карловачка жупанија, Република Хрватска.

## Историја
Кестеновац се од распада Југославије до августа 1995. године налазио у Републици Српској Крајини.

## Становништво
Кестеновац је према попису из 2011. године имао 10 становника.

### Број становника по пописима
| Националност   | 2001. | 1991. | 1981. | 1971. | 1961. | 1953. | 1948. | 1931. | 1921. | 1910. | 1900. | 1890. | 1880. | 1869. | 1857. |
| бр. становника | 22    | 79    | 105   | 156   | 186   | 239   | 237   | 276   | 253   | 290   | 287   | 249   | 259   | 257   | 242   |

### Национални састав
| Националност       | 2001.       | 1991.     | 1981.        | 1971.        | 1961.      |
| Срби               | 20 (90,90%) | 79 (100%) | 104 (99,04%) | 155 (99,35%) | 186 (100%) |
| Хрвати             | 0           | 0         | 0            | 1 (0,64%)    | 0          |
| Југословени        | 0           | 0         | 0            | 0            | 0          |
| остали и непознато | 2 (9,09%)   | 0         | 1 (0,95%)    | 0            | 0          |
| Укупно             | 22          | 79        | 105          | 156          | 186        |

## Знамените личности
- Милош Матијевић, народни херој Југославије